# Elaine Hamilton (écrivain)
Pour les articles homonymes, voir Elaine Hamilton et Hamilton.
Elaine Hamilton (1882-1967) est un auteur britannique de roman policier.

## Biographie
Polyglotte et musicienne, elle écrit au début des années 1920 une douzaine de nouvelles policières pour The Yellow Magazine. Elle rencontre à cette époque son futur mari, Henry Holt, qui publie lui aussi de courts récits policiers dans le même magazine. 
Les époux décident de passer au roman au tournant des années 1930.  Elaine Hamilton en fait paraître près de dix où enquête son héros récurrent, l'inspecteur Reynolds, puis cesse d’écrire après 1937.
Elle a longtemps résidé non loin de Monte-Carlo avec son époux et a beaucoup voyagé sur les routes d’Europe en sa compagnie.

## Œuvre

### Romans

#### SérieInspecteur Reynolds
- Some Unknown Hand ou The Westminster Mystery (É.-U.) (1930)
- Murder in the Fog (1931) Publié en français sous le titre Un meurtre dans le brouillard, Paris, Gallimard, coll. Les Chefs-d'œuvre du roman d'aventures, 1931
- The Chelsea Mystery (1932) Publié en français sous le titre Le Studio d'en-haut, Paris, Librairie des Champs-Élysées, Le Masque no 195, 1936
- The Green Death (1932) Publié en français sous le titre Le Venin du cobra, Paris, Gallimard, coll. Les Chefs-d'œuvre du roman d'aventures, 1933 Publié en français dans une autre traduction sous le titre La Mort verte, Paris, Librairie des Champs-Élysées, Le Masque no 181, 1935
- The Silent Bell (1933) Publié en français sous le titre La Cloche silencieuse, Paris, Librairie des Champs-Élysées, Le Masque no 207, 1936
- Peril at Midnight (1934)
- Tragedy in the Dark (1935)
- The Casino Mystery (1936) Publié en français sous le titre La Baronne Pertzoff, Paris, Librairie des Champs-Élysées, Le Masque no 490, 1954
- Murder Before Tuesday (1937) Publié en français sous le titre Tu mourras avant mardi, Paris, Librairie des Champs-Élysées, Le Masque no 463, 1954 ; réédition, Paris, Librairie des Champs-Élysées, Club des Masques no 122, 1971

### Nouvelles
- The Great Vision (1922)
- The Longest Way Round (1922)
- The Parcel That Wouldn't Get Lost (1922)
- The Key of Romance (1922)
- The Island of Dreams (1922)
- The Spendid Silence (1922)
- The Lucky-Bag (1922)
- Not by Appointment (1923)
- Three Times a Thief (1923)
- The Price (1923)
- No Reward Offered (1924)
- Little Mother o' the World (1924)
- Chloroformed! (1924)

## Sources
- Jacques Baudou et Jean-Jacques Schleret, Le Vrai Visage du Masque, vol. 1, Paris, Futuropolis, 1984, 476 p. (OCLC 311506692), p. 236.